# 埼玉県立大宮商業高等学校
埼玉県立大宮商業高等学校（さいたまけんりつおおみやしょうぎょうこうとうがっこう）は、埼玉県さいたま市見沼区大和田町にある県立の商業高等学校。

## 概要
商業高校ということもあり全日制の生徒数は女子生徒が圧倒的に多く、女子約620名・男子約70名。
1・2年生では全員共通科目を学び、3年生で2単位の選択科目がある。
全日制の卒業後の進路は、就職が約6割～7割で最も多く、専門学校へは約2割、大学進学は1割以下で非常に少ない。
定時制は普通科・商業科があり、各学年1クラスずつ設置されている。

## 沿革
- 1944年 - 大宮市により、埼玉県大宮女子商業学校が創立される。
- 1948年 - 学制改革により、埼玉県大宮高等学校（定時制）が設立される。
- 1951年 - 埼玉県大宮市立高等学校と改称。
- 1952年 - 埼玉県大宮商業高等学校と改称。男女共学の全日制商業科設置。
- 1955年 - 校歌制定。
- 1956年 - 埼玉県に移管し、埼玉県立大宮商業高等学校と改称される。

## 交通
- 東武野田線大和田駅より徒歩5分
- JR宇都宮線（東北本線）土呂駅より徒歩30分

## 部活動
- 運動部
  - 野球部
  - 陸上競技部
  - 卓球部
  - ソフトボール部
  - バレーボール部
  - ソフトテニス部
  - バスケットボール部
  - 弓道部
  - バドミントン部
  - ダンス部
- 文化部
  - 簿記部
  - 美術部
  - 珠算電卓部
  - 演劇部
  - アニメマンガ部
  - 吹奏楽部
  - ワープロ部
  - 写真部
  - 情報処理部
  - 書道部
  - 囲碁部
  - 華道部
  - 家政部
  - 茶道部
  - 放送部
  - 軽音楽部

## 著名な出身者
- 本望信人
- 鈴木博昭   元プロ野球選手 中日ドラゴンズ